# Monogrammlexikon

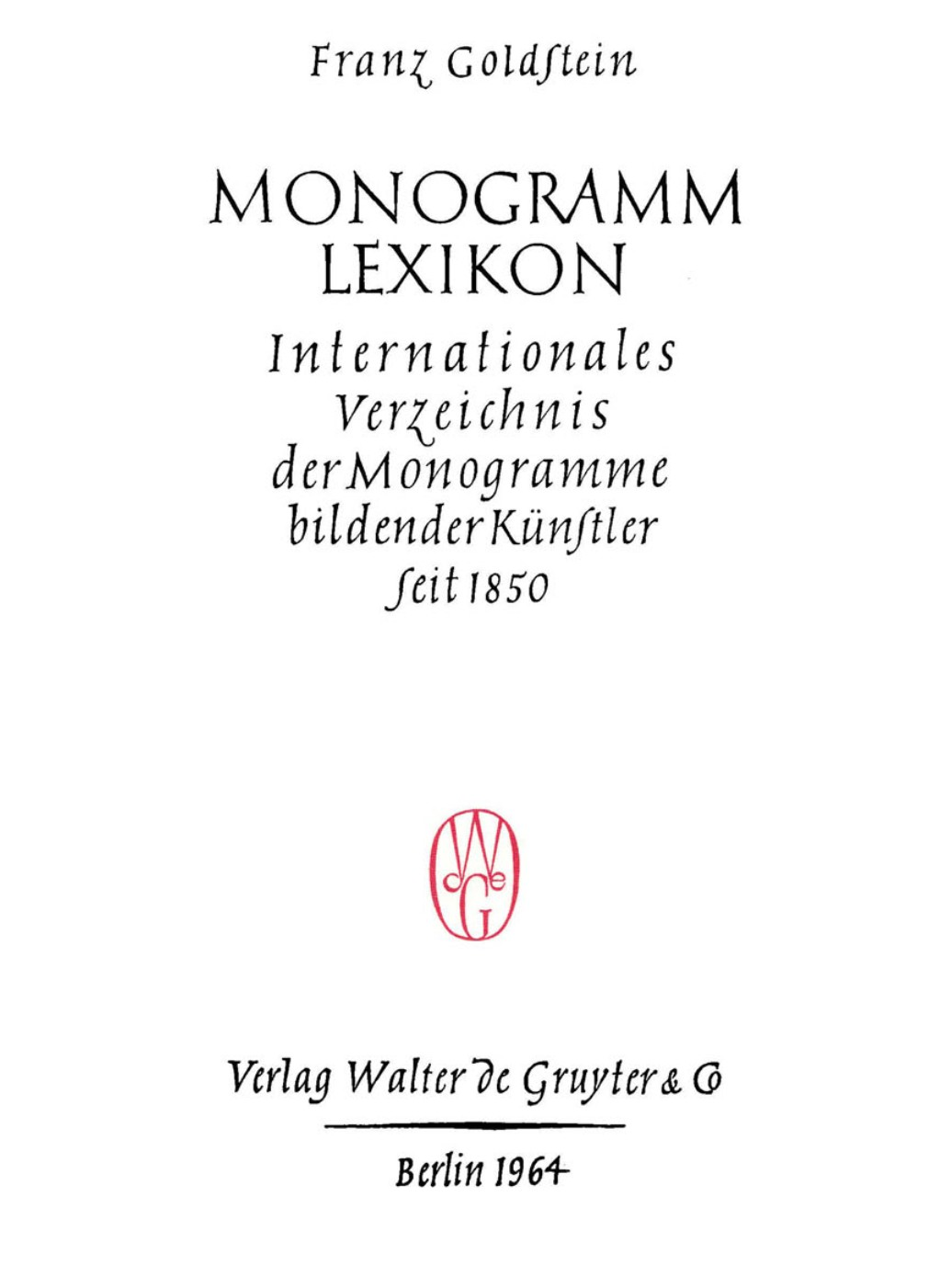
Titelblatt des ersten Bandes
aus dem Jahr 1964

Das Monogrammlexikon ist ein mehrbändiges Lexikon mit Abbildungen und ist laut seinem Untertitel ein „Internationales Verzeichnis der Monogramme bildender Künstler seit 1850.“ Das Nachschlagewerk, mit englischem Untertitel auch als Dictionary of monograms bezeichnet, erschien mit dem ersten, von dem technischen Zeichner und Kunstsammler Franz Goldstein verfassten, knapp 1000 Seiten umfassenden Band im Jahr 1964 in Berlin und New York im Verlag von Walter de Gruyter.
Den zweiten Band publizierte Paul Pfisterer im Jahr 1995 mit dem etwas weiter gefassten Untertitel Internationales Verzeichnis der Monogramme bildender Künstler des 19. und 20. Jahrhunderts.
Die zweite, von Ruth und Hermann Kähler durchgesehene und ergänzte Auflage erschien 1999 und fasste beide Bände zusammen: die Sammlung der von Goldstein rund 20.000 nachgezeichneten Monogramme sowie diejenigen aus der Sammlung Pfisterers.
Beispiel für 7 unterschiedlich gestaltete Monogramme des Malers, Zeichners und Lithografen Otto Herrmann (1899–1995) (im Monogrammlexikon Otto Hermann geschrieben):

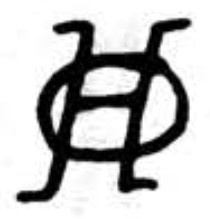
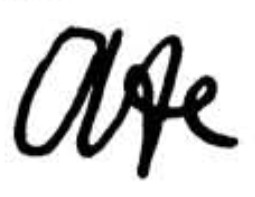
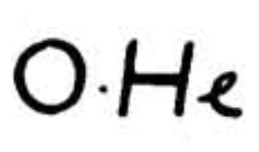
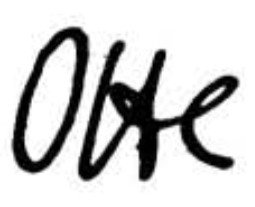
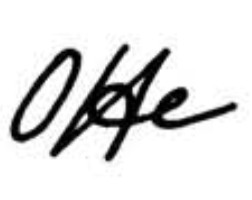
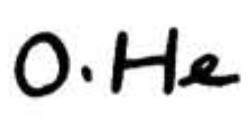
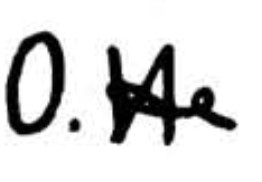
Datiert 1919